# The Fisherman: A Codfish Tale
Portal de videogames
The Fisherman: A Codfish Tale é um jogo de aventura e entretenimento educativo de 2023 desenvolvido e publicado pelo estúdio independente português Loading Studios. A narrativa é baseada no naufrágio real do navio bacalhoeiro Maria da Glória em 1942 por um submarino alemão durante a Segunda Guerra Mundial. O jogo ganhou em 2023 nos prémios “PlayStation Talents” a categoria “Games for Good” por conscientizar sobre essa tragédia histórica.

## Desenvolvimento e lançamento
O The Fisherman: A Codfish Tale surgiu inicialmente como um projeto académico na ETIC (Escola de Tecnologias Inovação e Criação), desenvolvido por Vasco Oliveira, Diana Pereira e Tiago Leitão no âmbito do BA em Animação e Videojogos. O jogo foi desenvolvido usando o motor Unity e lançado para Windows em 30 de junho de 2023. A sua narrativa centra-se na vida quotidiana de um jovem pescador chamado Lázaro enquanto tripulante do návio bacalhoeiro Maria da Glória. O jogo relata as tarefas rotineiras na vida de um pescador a bordo desta embarcação, até que esta é subitamente torpedeada pelo Kriegsmarine U-94, resultando na morte de grande parte da tripulação.

## Prémios e Distinções
Após a conclusão do curso, Vasco Oliveira decidiu continuar a operar a Loading Studios e inscreveu o videojogo em diversas competições. The Fisherman: A Codfish Tale foi nomeado na 9.ª edição dos Prémios PlayStation Talents em Portugal, onde venceu a categoria “Games for Good” e recebeu uma nomeação para “Melhor Narrativa”.

## Links externos
- The Fisherman: A Codfish Tale no itch.io
- The Fisherman: A Codfish Tale no IndieDB